# 김재현 (2004년)
김재현(2005년 1월 1일 ~ )은 대한민국의 축구 선수이다. 포지션은 수비수이다.